# Witold Lubiński
Witold Sylwester Lubiński (ur. 1 stycznia 1931 w Chojnicach, zm. 31 sierpnia 1998) – polski kolejarz i działacz socjalistyczny, poseł na Sejm PRL VI kadencji.

## Życiorys
Syn Teofila i Jadwigi. Uzyskał wykształcenie zasadnicze zawodowe. W 1949 podjął pracę w Lokomotywowni Polskich Kolei Państwowych w Chojnicach jako ślusarz. Następnie zajmował stanowisko pomocnika maszynisty w latach 1950–1952, a potem był maszynistą parowozu (1953–1961). Został maszynistą pojazdów trakcji spalinowej w 1961.
Należał do Związku Walki Młodych, Związku Młodzieży Polskiej i Związku Młodzieży Socjalistycznej. Do Polskiej Zjednoczonej Partii Robotniczej wstąpił w 1956. Zasiadał w egzekutywie Oddziałowej Organizacji Partyjnej i w Radzie Zakładowej. Był także przewodniczącym Rady Maszynistów w Lokomotywowni i prezydium Powiatowego Komitetu Frontu Jedności Narodu w Chojnicach. W 1972 uzyskał mandat posła na Sejm PRL w okręgu Tuchola. Zasiadał w Komisji Komunikacji i Łączności.